# American Guns
American Guns ist eine US-amerikanische Reality-TV-Serie, die auf Englisch im Discovery Channel und auf Deutsch bei DMAX ausgestrahlt wird.  Die Serie dreht sich um die Familie Wyatt, Inhaber des Waffenladens "Gunsmoke Guns" in Wheat Ridge, Colorado. Bei Gunsmoke Guns werden Waffen aller Art gekauft und verkauft, sowie eingetauscht, allerdings können sich Kunden dort auch ihre eigenen Waffen überarbeiten oder Schusswaffen völlig neu und maßgeschneidert herstellen lassen. Außerdem werden dort Einführungen in den Umgang mit Waffen und Schießübungen angeboten. Der Laden wurde nach Verurteilung von Rich Wyatt geschlossen.

## Angestellte im Gunsmoke

### Familie Wyatt
Rich Wyatt – Gründer und Inhaber; Büchsenmacher für besondere Aufträge; Einkäufer und Verkäufer; Waffeninstrukteur
Renee Wyatt – Mitinhaberin; Managerin; Ehefrau von Rich
Kurt Wyatt – Graveur; Verkäufer; Waffeninstrukteur; Sohn von Rich und Renee
Paige Wyatt – Verkäuferin; Tochter von Rich und Renee

### Büchsenmacher und Verkaufsteam
Brian – Chef-Büchsenmacher
Gary – Büchsenmacher; Schweißer
Joe – Maschinist
Jon – Büchsenmacher; Lackierer
Scott – Büchsenmacher; Monteur
Bob – Waffenhistoriker; Richs "wandelndes Lexikon"
Ben – Verkäufer
Chris – Verkäufer; Maschinist
Brian – Verkäufer